# Gunilla Cederström
Gunilla Cederström, senare Warchalowski, född 16 januari 1943 i Jönköping, är en svensk före detta friidrottare (längdhoppare). Hon tävlade för Malmö AI. Hon utsågs 1961 till Stor Grabb/tjej nummer 212.
År 1963 vann Cederström vid de Nordiska Mästerskapen guld i längdhopp.